# Вихід Греції з Єврозони
Потенційний вихід Греції з Єврозони, також відомий як Грексит (Grexit — злиття англ. Greece («Греція») та exit («вихід»)) можливий насамперед через некероване зростання її державного боргу.
Термін вперше запропонував аналітик Citigroup Віллем Буйтер 6 лютого 2012 року. Прихильники Grexit-у стверджували, що вихід із Єврозони та повернення драхми могли б різко збільшити експорт, оживити туризм і сприятливо вплинути на економіку країни в цілому, перешкоджаючи дорогому імпорту. Противники стверджували, що ці заходи лише ускладнять становище грецького народу, приведуть до суспільних безладів, дестабілізації, завдадуть шкоди репутації Єврозони та запустять ланцюгову реакцію виходу з неї інших країн.
27 січня 2015 року через два дні після дострокових виборів до Грецького парламенту Алексіс Ципрас, лідер «Коаліції радикальних лівих», сформував новий уряд. Він призначив Яніса Варуфакіса міністром фінансів, і відтоді провадилися широкі обговорення потреби «грексита».
30 червня 2015 року Греція допустила технічний дефолт, не перевівши Міжнародному валютному фонду транш у розмірі 1,54 млрд євро в рамках погашення заборгованості.
Станом на 2024 рік виходу з Єврозони не відбулося, так само й не оголошувався відповідний намір.

## Виноски
1. ↑  Греция допустила дефолт. Архів оригіналу за 3 липня 2015. Процитовано 2 липня 2015.